# Společenství dam Nejsvětějšího Srdce Ježíšova
Společenství (dam) Nejsvětějšího Srdce Ježíšova (francouzsky Dames du Sacré Coeur, latinsky Societas Sacratissimi Cordis Jesu) je ženský řeholní institut papežského práva. Řádové sestry této kongregace, zvané Dámy Svatého Srdce, si připojují řádovou zkratku RSCJ (Religiosa Sanctissimi Cordis Jesu).

## Dějiny

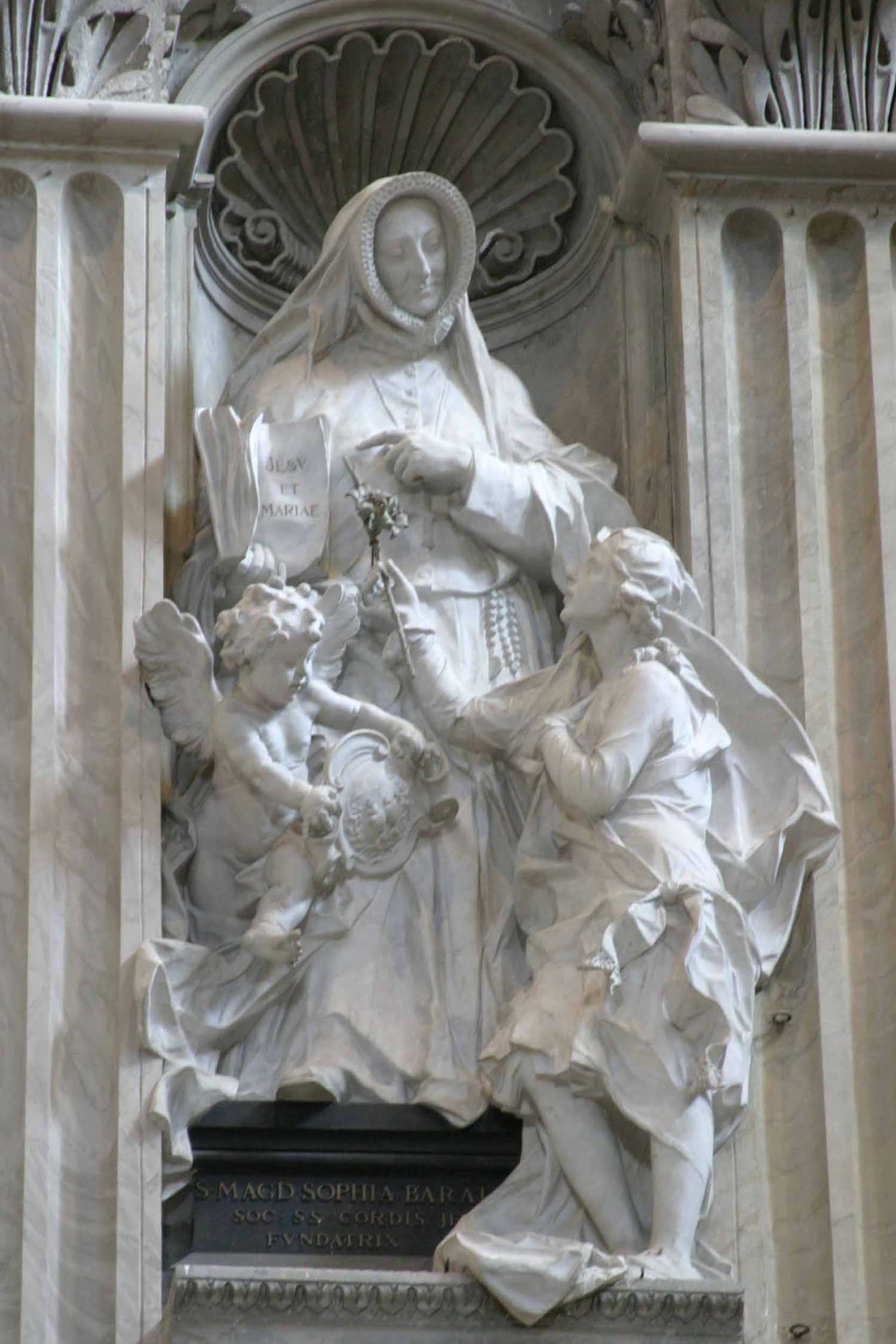
Svatá Magdalena Sofia Baratová: socha Enrica Quattriniho (1934), Řím, bazilika sv. Petra ve Vatikáně.

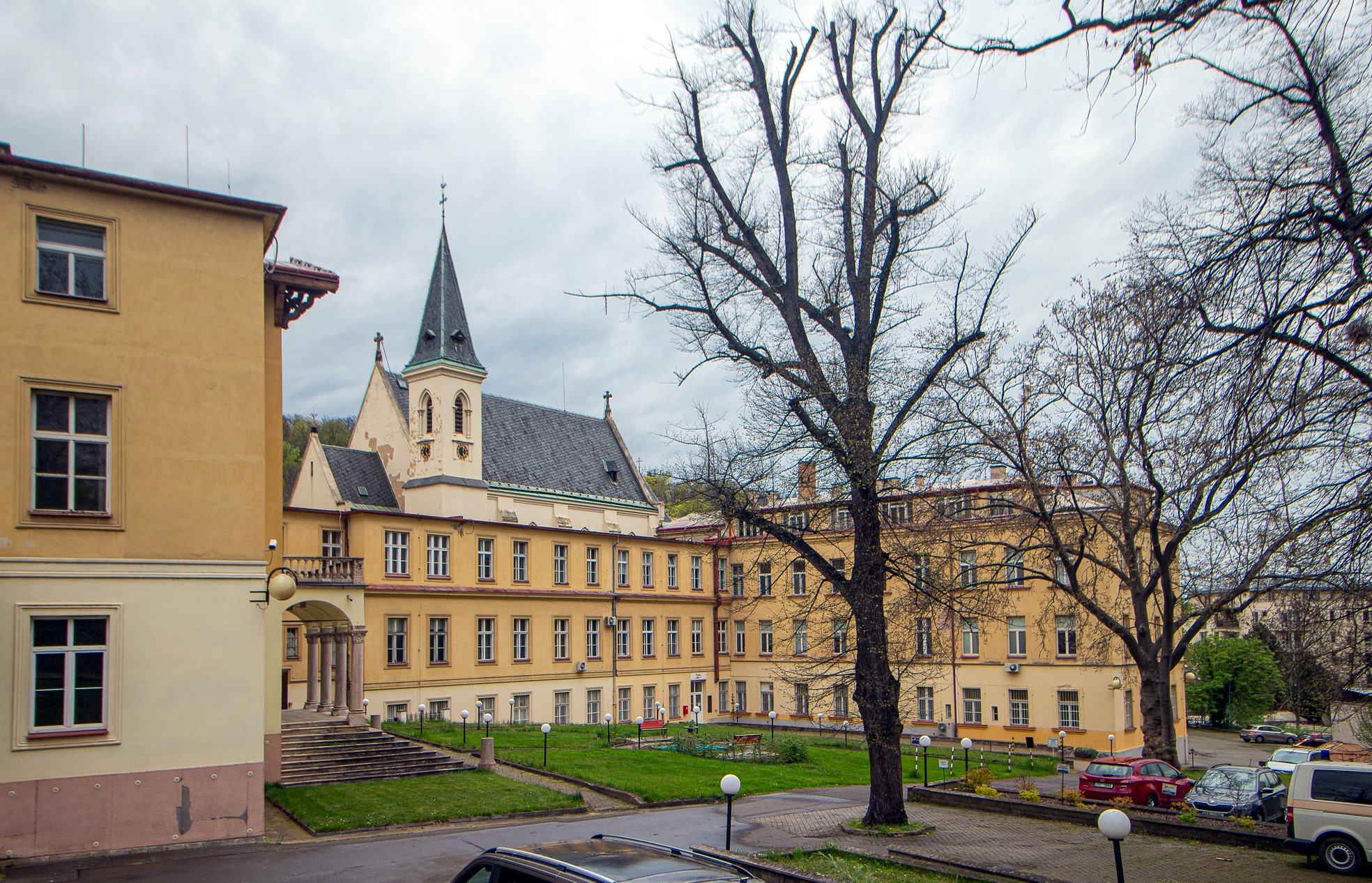
Klášter Dam Nejsvětějšího Srdce Ježíšova-Sacré Coeur v Praue-Smíchově-

Kongregaci založila 21. listopadu 1800 francouzská jeptiška Magdalene Sofia Baratová (1779-1865) v Paříži s pomocí jezuity Josepha Varina. Účelem institutu bylo šíření úcty k Nejsvětějšímu Srdci Ježíšovu prostřednictvím vzdělávání dívek, zejména z vyšších společenských vrstev: první škola byla otevřena v Amiens v roce 1801 (další nadace brzy následovaly v Grenoblu a Poitiers).
Institut se rychle rozšířil - v roce 1816 díky Rose-Philippine Duchesne pronikl řád Nejsvětějšího Srdce do USA, kde se také věnovaly apoštolátu mezi domorodými Američany, poté v Savojsku a v roce 1828 jim papež Lev XII. svěřil ženskou kolej v Římě při kostele Trinità dei Monti. 
Společenství Nejsvětějšího Srdce Ježíšova obdrželo papežský dekret laudis 2. září 1825 a bylo schváleno Lvem XII. jeho breve In suprema militantis ecclesiae solio z 22. prosince 1826.
V roce 1872 byl zřízen klášter Sacré Coeur s kostelem Nejsvětějšího srdce Páně v Praze na Smíchově.
Zakladatelka řádu Maddalena Sofia Baratová byla v roce 1908 beatifikována a 24. května 1925 ji papež Pius XI. svatořečil.

## Aktivity a rozšíření
Řeholnice Nejsvětějšího Srdce Ježíšova se věnují především vzdělávání, jejich spiritualita a jejich legislativa vychází ze spisů a stanov sv. Ignáce z Loyoly.
Původní šat jeptišek sestával z černých vlněných šatů, poutnického klobouku s knoflíky, naškrobené a nabírané čepice, černého škapulíře a stříbrného kříže nošeného na černé hedvábné šňůře na hrudi. Kříž nesl vyobrazení Srdce Ježíšova (na líci), Srdce Mariina (na rubu) a iniciály „CU et AU in CJ“ (Cor unum et anima una in Christo Jesu).  V roce 1967, po Druhém vatikánském koncilu, byl oděv značně zjednodušen a v roce 1968 bylo řeholnicím povoleno nosit světský oděv.
Generál řádu sídlí na via Tarquinio Vipera v Římě. K 31. prosinci 2008 měla kongregace 2 705 řeholních sester ve 412 domech. Společenství je v současné době přítomno v mnoha zemích:
- Evropa (Rakousko, Belgie, Francie, Německo, Irsko, Itálie, Malta, Nizozemsko, Polsko, Velká Británie, Rusko, Španělsko, Maďarsko),
- Afrika (Čad, Demokratická republika Kongo, Uganda, Keňa, Egypt),
- Asie (Korea, Filipíny, Japonsko, Indie, Indonésie, Tchaj-wan),
- Amerika (Argentina, Brazílie, Kanada, Chile, Kolumbie, Kuba, Haiti, Mexiko, Nikaragua, Peru, Portoriko, USA, Venezuela, Uruguay)
- Oceánie a Austrálie (Austrálie, Nový Zéland).[6]